# Crenezumab
Crenezumab es un anticuerpo monoclonal que se ha empleado de forma experimental para evaluar su eficacia en el tratamiento de la enfermedad de Alzheimer. Actúa neutralizando la proteína β-amiloide, lo que impiden la agregación de dichas proteínas anómalas, fenómeno que se cree es el desencadenante de la enfermedad. Se hán realizando ensayos clínicos con crenezumab para comprobar si es efectivo en el tratamiento y prevención de la enfermedad de Alzheimer. En junio de 2022, los Institutos Nacionales de Salud de EE. UU. anunciaron que el fármaco no había demostrado eficacia para las formas hereditarias de enfermedad de Alzheimer de inicio precoz tras los resultados de un ensayo clínico de diez años de duración realizado en Colombia.

## Ensayo clínico en Colombia
En mayo de 2012, se anunció el inicio de un ensayo clínico con una duración prevista de 5 años, para probar la eficacia y seguridad del crenezumab en la prevención de las manifestaciones iniciales de la enfermedad de Alzheimer. El estudio patrocinado por la corporación biotecnológica Genentech, el Banner Alzheimer's Institute, y el National Institutes of Health, se ha estado realizando en la ciudad de Medellín y alrededores, donde se han buscado personas con antecedentes familiares de enfermedad de Alzheimer de inicio precoz, rara variedad de la enfermedad que está originada por una mutación del gen PSEN1. El estudio pretendía demostrar la eficacia preventiva de crenezumab en un grupo de 300 personas portadoras de la mutación que no han desarrollado por el momento los síntomas de la enfermedad. Sin embargo en junio de 2022 se informó que los resultados del ensayo no han demostrado un beneficio clínico estadísticamente significativo en ninguno de sus objetivos, tras evaluar la tasa de cambio de las capacidades cognitivas y de memoria entre las personas que recibieron el fármaco y el grupo control.